# Apachyidae
Paradermaptera
Infra-ordre
Famille
Les Apachyidae sont une famille d'insectes Dermaptères, la seule de l'infra-ordre des Paradermaptera.

## Liste des genres et espèces
Selon GBIF (17 janvier 2024) :
- genre Apachyus Audinet-Serville, 1831
  - Apachyus athertonensis Mjöberg, 1924
  - Apachyus baloghi Steinmann, 1977
  - Apachyus beccarii Dubrony, 1879
  - Apachyus charteceus (Haan, 1842)
  - Apachyus depressus (Palisot de Beauvois, 1805)
  - Apachyus feae de Bormans, 1894
  - Apachyus javanus Verhoeff, 1902
  - Apachyus murrayi Dohrn, 1862
  - Apachyus peterseni Borelli, 1925
  - Apachyus philippinensis Srivastava, 1976
  - Apachyus queenslandicus Mjöberg, 1924
  - Apachyus reichardi Karsch, 1886
- genre Dendroiketes Burr, 1909
  - Dendroiketes corticinus (Burr, 1908)
  - Dendroiketes novaeguineae Boeseman, 1954
  - Dendroiketes punctatus Borelli, 1923